# یوآن واچر
یوآن واچر (انگلیسی: Yoann Wachter؛ زادهٔ ۷ آوریل ۱۹۹۲) بازیکن فوتبال اهل فرانسه است.
از باشگاه‌هایی که در آن بازی کرده‌است می‌توان به باشگاه فوتبال سدان و باشگاه فوتبال لوریان اشاره کرد.
وی همچنین در تیم ملی فوتبال گابن بازی کرده‌است.